# Ligatura (písmo)

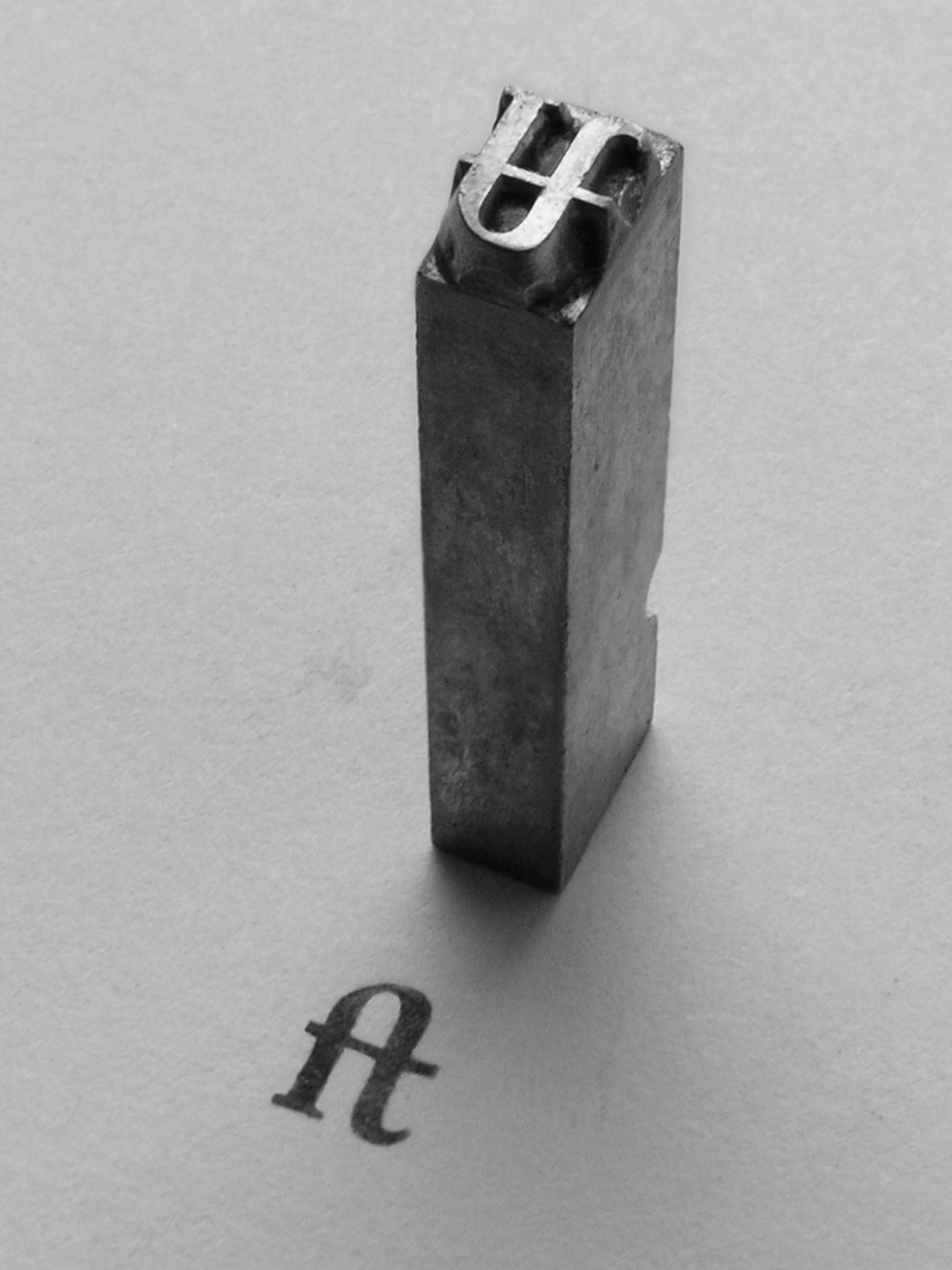
f – t ligatura, písmo Garamond, velikost 12 pt

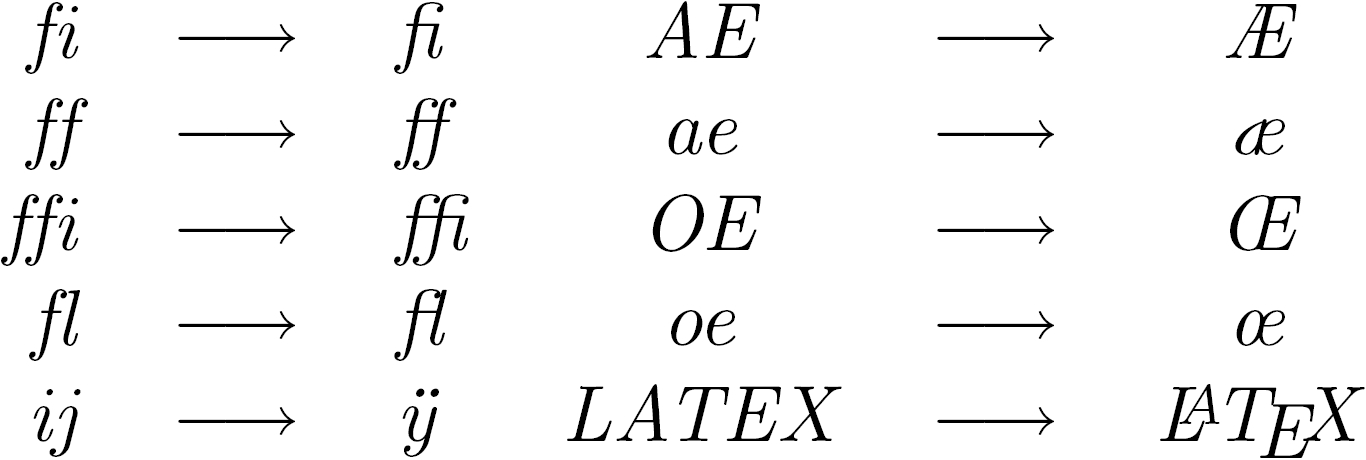
Příklady slitků vysázených pomocí LaTeXu

Jako ligatura (z lat. ligare „svázat“), slitek nebo svaznice se označuje spojení dvou znaků v textu. „Svázání“ dvou znaků při psaní se v dnešním latinském písmu projevuje v psacím písmu, kde jsou spolu svázána všechna písmena v jednom slově. Od vynálezu knihtisku se jako ligatura, slitek, označuje umístění dvou písmen na jediný odlitek; tato písmena jsou obvykle nějak propojena či upravena. Slitek byl v klasické sazbě užíván zejména proto, aby příslušná dvě po sobě jdoucí písmena do sebe dobře zapadala a navzájem nenarušovala kresbu. Nejznámějším příkladem slitku je dvojice písmen „f“ a „i“, tedy „fi“, dále „fl“ a „ff“. Profesionální systémy jsou schopny slitky sázet automaticky, při používání jiných sázecích systémů je třeba slitek vyhledat mezi jednotlivými znaky použitého písma. Slitky se nepoužívají při vyznačování prostrkáváním.
Označení „slitek“ či „ligatura“ (nikoli však „svaznice“) se užívá i pro nežádoucí blízkost (slití) dvou znaků, ať již v textech historických (psaných i tištěných), či současných tištěných. V tištěných textech může být slitek chybou typografa (písmaře, návrháře písma), příp. lamače, sazeče, zpravidla však je prohřeškem laika. Slitky mohou souviset i s nevhodnou volbou druhu papíru.

## Ligatury v latince

Ligatura et

Původně v latince existovaly jen majuskule, které nebyly propojovány (jinak je tomu v kurzivním písmu). Potřeba zrychlit psaní vedla k proměnám tvarů psaných znaků, od 4. stol. se objevují přetahy nad a pod řádek, tzv. polounciály (semiunciály). Na konci 8. stol. na území Franské říše vzniká karolinská minuskula.
V latinském písmu se ligatury užívaly často ve středověkých rukopisech, ve kterých jedno písmeno může mít až několik tvarů a podob podle ligatury, tj. podle toho, jaké písmeno předchází či následuje a jak je s ním spojeno. Typickou a snad nejznámější ligaturou používanou dodnes je ampersand & pocházející z písmen e + t (latinské „et“ znamená „a“), oblíbený např. v názvech firem.

## Ligatura v arabštině
V arabštině má téměř každé písmeno z principu čtyři formy (samostatnou, počáteční, koncovou a středovou), tj. stojí-li osamoceně (neváže se), na začátku slova (spojené s následným znakem), na konci slova (spojen se znakem před sebou), či uprostřed slova (spojen se znaky na obě strany). Několik málo znaků má pouze dvě formy. Obvykle se toto označuje za ligatury, přestože se jedná spíše jen o psanou formu písma (tiskací nemá). Rozdíl vynikne tím spíše, když uvedeme, že arabština má skutečné ligatury – tedy zvláštní spojení více písmen mezi sebou. Nejužívanější a jediná povinná ligatura je pro l + `aliv: لا. Další ligatury jsou nepovinné: pro k + `aliv, k + l, k + l + `aliv, l + m a jiné.

## Ligatura v nápisech
Ligatury našly své specifické uplatnění také v numismatice (mince), sfragistice (pečeti) a u epigrafických památek, např. na náhrobních a pamětních deskách, zvonech apod.
Sloužily především k úspoře prostoru, aby byl požadovaný text co nejkratší. Vznikají spojováním dvou nebo více vedle sebe stojících písmen. Zřejmě nejběžnější je ligatura písmen AE – Æ.

## Písma bohatá na ligatury
- Hlaholice – cca 40–50 doložených ligatur
- Dévanágarí – stovky používaných ligatur

## Písma bez ligatur
Existují písma, která navzájem písmena nikdy nevážou, a to ani při kurzivním psaní.[zdroj?]